# Long Qingquan
Long Qingquan (龙清泉S, Lóng QīngquánP; Hongyan, 3 dicembre 1990) è un sollevatore cinese.
Il 10 agosto 2008 diventò campione olimpico ai Giochi olimpici di Pechino 2008 nella categoria 56 kg sollevando 292 kg.
Otto anni dopo, a Rio de Janeiro, ripeté stabilendo un nuovo record mondiale di 307 kg, superando Halil Mutlu, detentore del record del mondo di 305 kg fissati ai Giochi di Sydney 16 anni prima.

## Palmarès
- Giochi olimpici

Pechino 2008: oro nei 56 kg.
Rio de Janeiro 2016: oro nei 56 kg.
- Campionati mondiali

Goyang 2009: oro nei 56 kg.
Adalia 2010: argento nei 56 kg.
Breslavia 2013: argento nei 56 kg.
Almaty 2014: bronzo nei 56 kg.